# Xanthos (Stadt)
Koordinaten: 36° 21′ N, 29° 19′ O
Die antike Stadt Xanthos (griechisch Ξάνθος (f. sg.)) und der zugehörige Tempelbezirk Letoon stehen als Hauptstadt und Bundesheiligtum des Lykischen Bundes im Mittelpunkt der Geschichte Lykiens (Kleinasien). Neben bedeutenden Resten von Tempeln und städtischen Bauten steht Xanthos für eine Reihe einzigartiger lykischer Denkmäler, deren Grabbauten, Pfeilergräber und Sarkophage reich mit Reliefs und Skulpturen geschmückt sind. Xanthos und Letoon liegen rund 40 km südöstlich von Fethiye im Landkreis Kaş der Provinz Antalya und gehören seit 1988 zum Weltkulturerbe (Welterbe der UNESCO).

## Geschichte
Die Geschichte der Stadt umspannt nahezu 2000 Jahre und ist in der klassischen Antike geprägt vom Kampf um Selbstständigkeit und Unabhängigkeit. An der Spitze des Lykischen Bundes und in der römischen Kaiserzeit erlangte die Stadt besondere Bedeutung. Sie wurde 1838 von dem englischen Archäologen Charles Fellows wiederentdeckt – seitdem befinden sich viele Funde im Britischen Museum in London. Bis 2011 gruben vor allem französische Archäologen intensiv in Xanthos; 2012 wurde ihnen aber (wie mehreren anderen europäischen und amerikanischen Teams an anderen Orten Kleinasiens auch) von der türkischen Regierung keine Grabungslizenz mehr erteilt.

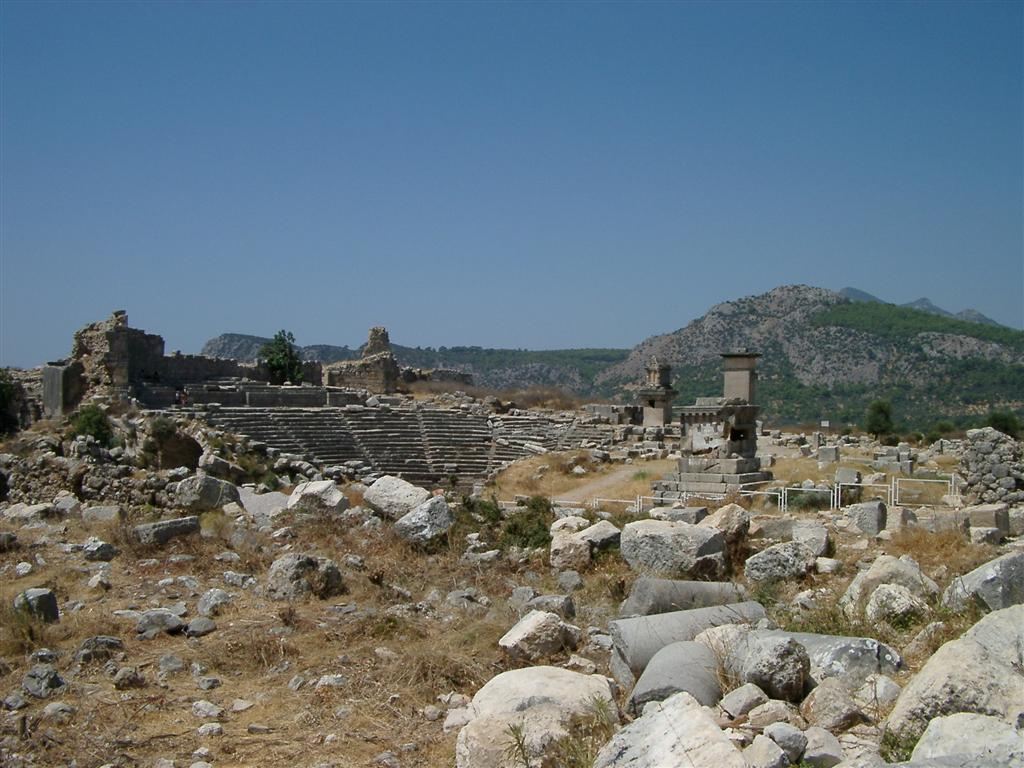
Die Ruinen von Xanthos

Der griechische Name geht auf den Flussnamen Xanthos zurück, der schon in der Ilias belegt ist. In lykischer Sprache hieß der Ort Arñna (lyk.), aramäisch ´WRN (aram.), was den in hethitischen Quellen für das 13. Jahrhundert v. Chr. bezeugten Namen Awarna fortsetzt. Während seines u. a. in den Yalburtinschriften geschilderten Feldzugs gegen die Lukka-Länder eroberte Tudḫalija IV. (hethitischer Großkönig von ca. 1237 bis 1215 v. Chr.) auch Awarna. Gefangene, die er dort und im nahe gelegenen Pinali nahm, bot er im Austausch gegen Geiseln aus Atrija und Utima an, wie aus dem Milawata-Brief (CTH 182)  hervorgeht, der an einen westanatolischen Vasallen gerichtet war, dessen Identität strittig ist. Archäologisch ist eine Besiedlung aber erst seit dem 8. Jahrhundert fassbar, und erst in Herodots Schilderung der Ereignisse des Jahres 545 v. Chr. tritt die Stadt in die antike Geschichte ein. Im verzweifelten Abwehrkampf gegen die Truppen des persischen Feldherrn Harpagos, so berichtet der Geschichtsschreiber (um 425 v. Chr.), zogen sich die Lykier in die befestigte Stadt zurück und verschanzten sich. Die Männer sammelten ihre Frauen, Kinder, Sklaven und allen Besitz in der Burg und brannten diese vollständig nieder. Entschlossen wagten sie einen Ausfall, bei dem alle von den Persern getötet wurden. Nur 80 Familien, so Herodot, überlebten, weil sie zur Zeit des persischen Angriffs außerhalb der Stadt waren. Da man archäologisch keine größere Zerstörung der Stadt im 6. Jahrhundert nachweisen kann, bezweifeln heutige Forscher die Historizität dieser Geschichte.
Ein erneuter (?) Großbrand war Folge der athenischen Eroberung von Xanthos um 470 v. Chr. durch den Feldherrn Kimon; diesmal scheinen sich tatsächlich Spuren eines Feuers auf der Akropolis nachweisen zu lassen. Die nun folgende Abhängigkeit von Athen beendete der lykische Dynast Trbbenimi 430/429 v. Chr. mit einem Sieg über eine weitere Flottenexpedition Athens, die von Melesandros geführt wurde, der im Kampf fiel. Dieses Ereignis erwähnt der Inschriftenpfeiler von Xanthos (s. u.).
In den nun folgenden rund 100 Jahren unter lockerer persischer Oberhoheit blühte Xanthos auf – das Stadtgebiet wurde erweitert und es entstanden die erhaltenen glanzvollen Grabbauten und Denkmäler. 334/333 v. Chr. wurde Lykien von Alexander dem Großen erobert; Appian behauptet, damals sei Xanthos ein weiteres Mal zerstört worden, doch da Arrian und andere zuverlässige Quellen nichts hiervon berichten, ist auch dies fragwürdig. Nach Alexanders Tod geriet die Stadt bald unter die rasch wechselnden Herrschaften der nachfolgenden Diadochenreiche. Von 188 bis 168 v. Chr. war die Stadt unter der Herrschaft von Rhodos. Von da an stand Xanthos an der Spitze des Lykischen Bundes und pflegte freundschaftliche Kontakte zu Rom.
Die nächste Katastrophe, die von den Zeitgenossen als Wiederholung der angeblichen Tragödie von 545 v. Chr. angesehen wurde, soll sich 42 v. Chr. in den Wirren des römischen Bürgerkrieges ereignet haben. Damals suchte Brutus Truppen auszuheben und Geld einzutreiben, um gegen Octavian und Marcus Antonius zu kämpfen. Die lykischen Truppen wurden geschlagen und die Stadt Xanthos belagert. Wieder sollen die Xanthier alle Gebäude mit Frauen und Kindern niedergebrannt und einander getötet haben, wieder liegt aus moderner Sicht nahe, dass die Ereignisse in den Quellen zumindest stark übertrieben wurden.
Dass Xanthos im Krieg gelitten hatte, ist dennoch wahrscheinlich. Zunächst unter Marcus Antonius, später unter Vespasian, wurde die Stadt wieder aufgebaut und mit Theater und Agora (Marktplatz) ausgestattet. Sie genoss seitdem dauerhaft kaiserlichen Schutz und Förderung. Diese Bauten verwahrlosten jedoch in frühbyzantinischer Zeit, als sich die Bevölkerung – wie überall in Kleinasien – zur Verteidigung gegen Sassaniden und Araber im 7. Jahrhundert auf den Stadtberg zurückziehen musste und diesen mit den antiken Bauteilen zur Festung ausbaute. Im Gefolge der Arabereinfälle im 7./8. Jahrhundert wurde Xanthos schließlich weitgehend verlassen und sank zu einem unbedeutenden Dorf herab.

## Die Ruinen des Stadtgebietes

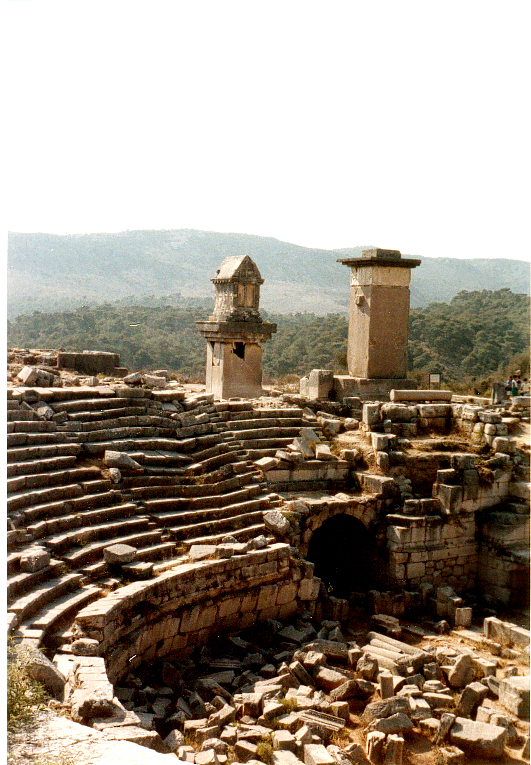
Römisches Theater und lykische Grabmäler

Der älteste Teil der Stadt, die kleine lykische Akropolis, weist noch die Reste eines kleinen Tempels, eines einem hölzernen Haus nachgebildeten Gebäudes und einen Großteil ihrer ursprünglichen Mauer auf. Dominiert wird sie aber von den Fundamenten eines byzantinischen Klosters und der mächtigen, ebenfalls byzantinischen Festungsmauer, die nicht nur ein lykisches Grabmal, sondern auch Teile des Theaters mit einbezieht. Hierher hatten sich die Bewohner in den letzten Jahrhunderten der Stadt zurückgezogen.
Das in den Nordhang des Stadtberges eingelassene römische Theater zeigt in seiner Anlage den bemerkenswerten Respekt vor der Stadtgeschichte. Die älteren lykischen Grabpfeiler wurden nicht abgetragen, sondern bewusst in die Planungen einbezogen. Auch die unterhalb gelegene Agora der Kaiserzeit ließ die an ihren Seiten gelegenen lykischen Monumente unangetastet.
Von den Wohngebieten ist so gut wie nichts erhalten geblieben. Hier finden sich noch die Überreste zweier byzantinischer Basiliken und die vor allem im Nordosten gut erhaltene Stadtmauer. Außerhalb liegt eine ausgedehnte lykische Nekropole.

## Die Grabmäler

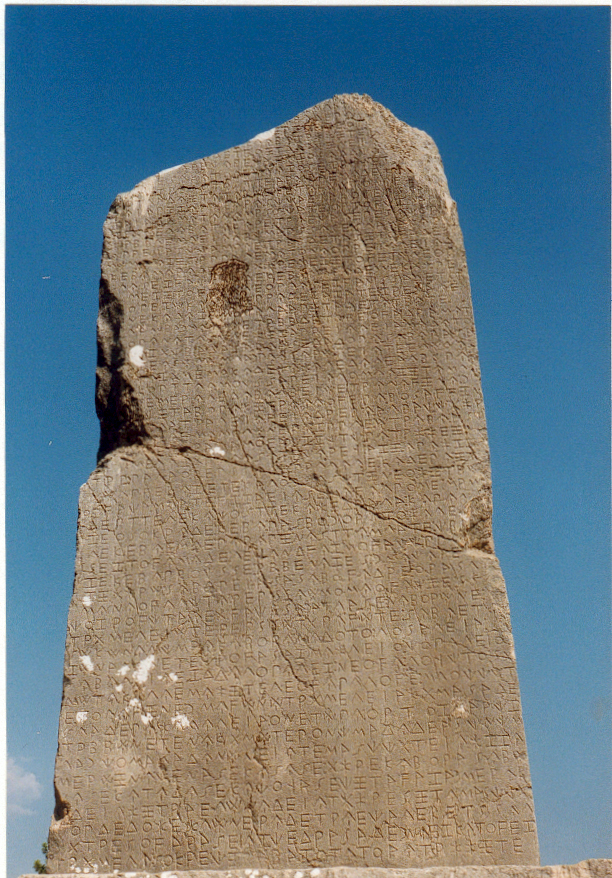
Längste lykische Inschrift

Der bedeutendste und größte aller Grabbauten in ganz Lykien ist das Nereidenmonument aus dem 4. Jahrhundert v. Chr. Es befand sich in unmittelbarer Nähe des Stadteingangs im Süden. Nach Zerstörung durch Erdbeben wurden seine Reste nach London gebracht und dort 1969 zu jenem Grabbau rekonstruiert, der nun im British Museum ausgestellt ist. Das fürstliche Grabmal wurde als ionischer Tempel auf einem hohen Sockel errichtet, der mit Reliefplatten aus Marmor geschmückt ist. Der Architrav zeigt als Fries Jagdszenen, die Giebelfelder enthalten Reliefs mit dem Bild der Familie des Toten und Kampfdarstellungen.
An der Nordostecke der Agora steht der Inschriftenpfeiler, der ursprünglich Grabkammer und Statue des Kherēi trug. Er ist auf allen vier Seiten mit verschiedenen Texten in drei Sprachen bedeckt: In der normalen lykischen Sprache ist der Text der Südseite mit 55 Zeilen und dessen Fortsetzung auf der Ost- und Nordseite mit 73 Zeilen verfasst. Darauf folgen zwölf griechische Verse, die den „Sohn des Harpagos“ auf überschwängliche Weise rühmen. Es schließen sich zwei Gedichte in der lykischen Dichtersprache an, die beide Cheriga, wohl der ältere Bruder des Dynasten, zu rühmen scheinen: das Nordgedicht mit 34 Zeilen, und das Westgedicht mit 71 Zeilen, mitten im Vers aus Platzmangel abbrechend. Das erste im Prosa-Text erkennbare geschichtliche Ereignis ist der Sieg über den athenischen Feldherrn Melesandros 430/429 v. Chr., das letzte wohl ein Aufenthalt des persischen Satrapen Tissaphernes in Kaunos 412/11 v. Chr.

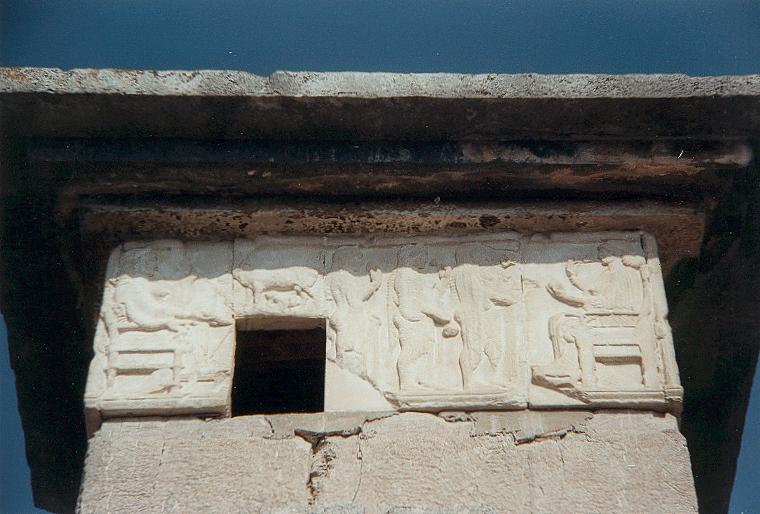
Kopien der Reliefs am Harpyienmonument genannten Pfeilergrab

Das Harpyienmonument (um 480 v. Chr.) ist einer der beiden vorrömischen Grabpfeiler, die im Westen des Theaters die Sitzreihen überragen. Reliefplatten (Kopien) verkleiden eine Grabkammer, die auf einem 5 m hohen monolithischen Pfeiler ruht. Die originalen Reliefplatten befinden sich heute im British Museum. Die heute bezweifelte Deutung einiger abgebildeter Fabelwesen als „Harpyien“ durch Fellows gab dem Pfeiler seinen Namen. Die wesentliche Darstellung gibt eine Huldigungsszene wieder. Hier nehmen die Vorfahren des vornehmen Verstorbenen von ihren Kindern Gaben entgegen. Dieser Grabpfeiler dürfte dem Dynasten Kybernis zuzuschreiben sein, der nach Herodot am persischen Feldzug gegen Griechenland 480 v. Chr. teilnahm und Münzen mit den griechischen Buchstaben KY oder KYB prägte.
Das unmittelbar benachbarte Denkmal aus dem 4. oder auch erst 3. Jahrhundert v. Chr. ist eigentlich ein Doppelgrab. Der Grabpfeiler ist aus Platten zusammengesetzt und bildet so eine untere Grabkammer. Der darauf stehende Sarkophag ahmt ein lykisches Haus in Holzbauweise mit Giebeldach nach.

Sarkophagpfeiler in Xanthos

Vor der östlichen Stadtmauer liegt der gewölbte Deckel des so genannten „Sarkophags der Tänzerinnen“, die in den Giebelfeldern dargestellt sind. Die Seiten schmücken Kampf- und Jagdszenen.
Die Reliefplatten des ältesten xanthischen Grabpfeilers, des Löwengrabs von 560 v. Chr., befinden sich heute ebenso wie der vollständige, reich geschmückte Payava-Sarkophag in London.

## Umland
Der Letoon genannte heilige Bezirk von Xanthos mit den Tempeln der Leto, Artemis und des Apollon befindet sich nur zwei Kilometer entfernt auf der gegenüberliegenden Seite des weitgehend verlandeten Flusses Xanthos, der heute Koca Çayı genannt wird. Dort wurde u. a. die so genannte Trilingue vom Letoon gefunden. Im Xanthos-Tal, heute Eşen-Tal, finden sich zahlreiche weitere Siedlungsreste, so etwa Pinara oder Tlos. Als Flotten- und Handelshafen diente Xanthos die alte, an der Küste gelegene lykische Stadt Patara – rund zehn Kilometer entfernt. Die Region darf somit als relativ dicht besiedelt gelten.
Am Oberlauf des Xanthos liegen vier Kilometer nördlich vom Dorf Kemer die Reste der römischen Brücke bei Kemer, deren Länge einstmals mindestens 500 m betrug.